# Al-Mamun ibn Àhmad
Mulay Muhàmmad al-Mamun ibn Àhmad (nom de regne Al-Mamun) fou sultà sadita, fill d'Ahmad al-Mansur i net de Mahammad I al-Mahdi. La seva mare era una dona negra anomenada Khayzuran.

## Sultà del Marroc
Després de la batalla dels tres reis, el 4 d'agost de 1578, Àhmad al-Mansur fou proclamat sultà i Mahammad al-Mamun designat hereu i governador de Fes, sent jurat el 24 de setembre de 1579 en una cerimònia a Marràqueix a la que el príncep no va assistir per les seves ocupacions a Fes. El seu pare el va cridar a la seva presència per formalitzar la cerimònia i el va esperar a Tensif, on va acampar a mitjan març de 1581; al-Mamun es va presentar l'1 de juliol de 1581 celebrant-se una cerimònia memorable de jurament amb una gran parada militar. Com que a l'edat del jurament (1579 i 1581) el germans petits d'al-Mamun encara no havien arribat a la pubertat, el sultà va fer repetir el jurament el 2 de novembre de 1584 en presència de tots els germans excepte Zaydan, al que el pare va ordenar no ser-hi. Llavors va donar governs als seus fills grans: Abu Faris el Sus; Abu l-Hasan Ali va rebre Meknès; i Zaydan a Tadela; un temps després els llocs d'Abu l-Hasan i Zaydan foren permutats, combinació que va restar definitiva.
El 1595 es va revoltar el seu cosí an-Nàssir ibn al-Ghàlib bi-L·lah que estava exiliat a Melilla. Al front dels partidaris que havia reunit, es va dirigir a Taza que va ocupar. Diverses tribus se li van unir. Els notables del sultanat estaven cansats d'Ahmad al-Mansur que els imposava una autoritat absoluta i exercia un poder ferri, i quasi tots volien el triomf del rebel. El sultà va enviar un exèrcit a Taza que fou derrotat augmentant el prestigi d'al-Nasir. Ahmad al-Mansur va enviar llavors un segon exèrcit manat per al-Mamun ibn Ahmad. Aquesta vegada al-Nasir fou derrotat i va fugir cap a Taza i després va abandonar aquesta ciutat. Es va refugiar a Ledjabia al Dejabl al-Zabib, on fou atrapat per al-Mamun, que li va lliurar un altre combat en el qual el rebel va morir (1596). El seu cap fou portat a Marràqueix.
Al-Mamun es va dedicar als plaers (era homosexual i li agradava el beure) i va abandonar els seus deures religiosos el que va molestar als notables (no al poble que o no ho sabia o ho dispensava); les queixes van arribar al seu pare que es va disposar a anar a Fes. Al-Mamun va posar en peu de guerra a les seves forces, uns 22.000 homes, i es va disposar a marxar a Tlemcen buscant la protecció dels otomans. Ahmad al-Mansur, assabentat, va demorar la sortida cap a Fes, li va enviar una carta afectuosa, i li va donar les províncies del Draa i Sigilmasa. Al-Mamun va acceptar les recomanacions paternes i va marxar cap a Sigilmasa, però a mig camí va retornar i va retornar a Fes i als seus hàbits anteriors. Llavors el sultà li va enviar ulemes que amb amenaces de tota mena van aconseguir un comportament més adient i van informar al sultà que el fill s'havia reformat. Però el sultà no s'ho va creure i l'octubre de 1602 va sortir de Marràqueix (on va deixar a Abu Faris com a virrei) en direcció a Fes, bloquejant els camins que anaven de Marràqueix a Fes per impedir que se sabés la seva sortida. Al-Mamun fou sorprès i va fugir per refugiar-se a la zawiya d'Abu al-Shata a la comarca de Fishtala, prop del riu Ouergha. Sota amenaça del sultà fou entregat i empresonat a Meknès. El govern de Fes fou donat a Zaydan ibn Ahmad.

## Guerra de la successió del Marroc
A la mort del pare encara al seu campament de Fez l'agost de 1603, a causa de la pesta que llavors assolava el país i que va durar del 1598 al 1608 però el 1603 estava al punt més alt. Zaydan va quedar amb el poder a Fes (agost) i fou reconegut successor pels notables locals (Zaydan era fill d'una dama de nom Shabania mentre que al-Mamun i Abu Faris eren fills d'una concubina de nom Khayzuran) però quan es va notificar a Marràqueix la proclamació, els notables d'aquesta ciutat no el van reconèixer i van proclamar a Abu Faris Abd Allah, que va agafar el nom de regne d'al-Wathik billah. Aquest era un home obès i que patia atacs d'epilèpsia. Sembla que el cadi Ahmed ibn Mansur al-Udj va trair a Zaydan i va alliberar a al-Mamun que fou portat a Marràqueix on Abu Faris va ordenar mantenir-lo en presó.
Abu Faris va enviar el seu fill Abd al-Malik, assistit pel general Djudar, a combatre a Fes. Els atacants van establir el campament al riu Umm Ral-Rabi abans d'entrar en territori enemic. Els notables van convèncer a Abu Faris que el seu fill no podria amb Zaydan i que convenia posar al front al seu germà al-Mamun al que la gent de Fes no podia combatre per haver estat el seu governador. Llavors Abu Faris va fer alliberar a al-Mamun, li va fer jurar lleialtat i el va enviar amb 600 homes al campament de Djudar.
Poc després els dos exèrcits es van enfrontar a Mowata, a la vora del riu, però Zaydan de Fes fou abandonat pels seus i al-Mamun va aconseguir la victòria. Abu Faris havia ordenat vigilar al-Mamun, però aquest es va barrejar hàbilment entre els desertors de Fes i ja la gent d'Abu Faris no el va poder controlar. Zaydan va fugir cap a Fes i es va tancar a la ciutat però els notables li van fer saber les seves simpaties per al-Mamun i el van obligar a marxar amb el seu seguici en direcció a Tlemcen; l'exèrcit lleial a Abu Faris el va perseguir sense èxit; Zaydan va arribar a Oudjda, on va demanar ajut als otomans. A finals del 1603 al-Mamun entrava a Fes en nom del seu germà. Al-Mamun va enviar els principals notables que havien donat suport al seu germà (els cadis Abul Kasim ibn Abu al-Naim, i Abu Abd Allah Muhammad ibn Kasim al-Kasar) a Marràqueix perquè Abu Faris prengués amb ells la decisió que considerés convenient; el cadi al-Kasar va morir pel camí, ja prop de Marràqueix, i fou enterrat el gener del 1604 en aquesta ciutat; l'altra cadi fou perdonat. Al-Mamun també es va girar contra els notables que havien donat suport al seu pare en contra seva. Durant el 1604 diversos notables van veure confiscats els seus béns, i després els comerciants van haver de fer préstecs al governant. Zaydan mentre, cansat d'esperar als otomans va sortir cap a Sigilmasa, on va entrar sense lluita, i d'allí cap a la regió del Draa, i finalment al Sus.
Al-Mamun amb les exaccions comeses va poder aixecar un exèrcit de tres mil homes que destinava a combatre a Abu Faris tot i la lleialtat que li havia jurat; Al-Mamun es va declarar llavors sultà i va refusar el reconeixement al seu germà (1605). L'exèrcit fou posat sota el comandament del seu fill Abd Allah ibn al-Mamun.
El 1606 Abd Allah va sortir en expedició contra Marràqueix, i va derrotar les forces d'Abu Faris a Akelmin a la plana de Mardj al-Ramad, i va entrar a Marràqueix (21 de desembre de 1606). Abu Faris va fugir a Mesfuwa mentres els vencedors saquejaven Marràqueix. Es diu que Abd Allah va abusar de les esposes i favorites d'Ahmad al-Mansur; durant el ramadà (el 1607 el ramadà va caure en gener) va beure vi públicament i va menjar de dia abans de la posta de sol.
Alguns notables van escriure a Zaydan ibn Ahmad i li van demanar d'anar a Marràqueix. Aquest hi va anar, entrant de nit secretament. El conjurats van iniciar un cop d'estat planejat; el caid governador Aba Allah Araj fou assassinat i Zaydan proclamat. Abd Allah va intentar carregar amb les seves tropes però fou bloquejats per sorpresa per la població civil i derrotats al Jardí de Bakkar (Djanan al-Bakkar) i la resta els soldats, completament desorganitzats, foren massacrats. Entre soldats i partidaris d'al-Mamun i el seu fill, van morir unes 5.500 persones (febrer del 1607). Abd Allah va poder fugir cap a Fes amb alguns soldats.
Sense diners per aixecar un nou exèrcit i no poden demanar més als comerciants, al-Mamun va iniciar la repressió contra alguns notables que li donaven suport als que va acusar falsament i va confiscar les riqueses, i així avançat l'any va poder aixecar un nou exèrcit; també molts ciutadans volien anar a venjar als seus massacrats a Marràqueix i acceptaven anar a l'exèrcit sense paga. Finalment l'exèrcit acabà essent força important i altre cop fou posat sota comandament d'Ab Allah. Zaydan va reunir un exèrcit menor, amb les gents de la ciutat i les de la regió que van ser posats sota comandament del general Mustafà; els dos exèrcits es van trobar el desembre de 1607 a un lloc anomenat Wadi Tefelfelt i la victòria fou per la gent de Fes. 9000 càdavers van quedar sobre el camp. Abd Allah va avançar sobre Marràqueix i la població civil va sortir a combatre sense equipament ni preparació xocant a un lloc anomenat Ras al-Ayn, sent totalment derrotats. Zaydan es va refugiar a les muntanyes inexpugnables. La repressió a Marràqueix va fer fugir centenars de persones que es van concentrar a un lloc alt no gaire llunyà anomenat Gilliz (o Djillez), on el 1608 els notables van proclamar com a sobirà a Mahammad ibn Abd al-Mumin, un home pietós i caritatiu que gaudia de gran prestigi.
No va trigar Abd Allah a atacar Gilliz, però la millor posició dels defensor va provocar una nova derrota del príncep que va haver d'evacuar Marràqueix cap a Fes (24 de gener de 1608). Muhammad III va entrar a la capital del sud i en comptes de prendre represàlies va donar subvencions a la gent de l'exèrcit d'Abd Allah que havia restat a la ciutat, generositat que va molestar als locals.
Un grup d'aquests descontents va cridar a Zaydan que es va presentar amb els seus lleials a la ciutat i va acampar als seus murs. Muhammad III va sortir de la ciutat i va enfrontar al seu rival, però abandonat per la seva gent va haver de fugir cap a Gilliz i Zaydan va recuperar Marràqueix. La fugida d'Abd Allah fins a Fes va anar marcada tot el camí per la violació de les noies dels llocs on paraven; va arribar a Fes l'11 de febrer de 1608.
Reorganitzats els restes de l'exèrcit Abd Allah va tornar a sortir contra Marràqueix l'abril; l'avanç fou molt lent per les precaucions preses; finalment es va trobar a l'enemic al riu Bu regrag, sent vençut (gener del 1609) i fugint altre cop cap a Fes.
El general Mustafà, al servei de Zaydan, va avançar llavors cap a Fes i va acampar als murs d'aquesta ciutat a Dar es-Sauia. Mentre al-Mamun i el seu germà Abu Faris s'havien reconciliat i es van reunir (junt amb els seus respectius fills Abd Allah i Abd al-Malik) a al-Kasr al-Kabir. El general Mustafà va planejar atacar aquest lloc i fer presoners als quatre. Al-Mamun va poder fugir al darrer moment per mar cap a la península Ibèrica, i Abd Allah i Abu Faris es van refugiar a l'altiplà de Beni Wartsin.
Llavors Zaydan va anar en persona a la zona, i amb part de l'exèrcit de Mustafà va acampar davant l'altiplà a un lloc anomenat Arwarat; els soldats que estaven amb Abd Allah i Abu Faris els van abandonar i van haver de fugir cap a Dar Ibn Mekhal on van restar fins que Zaydan va haver de tornar a Marràqueix on havien esclatat disturbis.
Abd Allah i Abu Faris van reunir la seva gent i van anar cap a Fes que havia estat ocupada per Mustafà; aquest, a l'arribada dels prínceps, va sortir de la ciutat i els va enfrontar però durant la lluita va caure de cavall i va morir i la pèrdua del seu cap va decidir la batalla en contra seva (10 de juliol de 1609). Abd Allah i Abu Faris van capturar el campament enemic i van entrar en triomf a la ciutat. Al cap de poques setmanes Abd Allah es va assabentar que a la ciutat alguns notables havien organitzat un complot que pretenia eliminar a Abd Allah i nomenar virrei a Abu Faris; així al mes d'agost del 1609, Abd Allah, amb l'ajut del seu camarlenc Hammu ibn Umar, va escanyar al seu oncle mentre resava.
Al-Mamun mentre havia anar a demanar ajut al rei cristià (en aquest temps el regne de Portugal estava en unió personal amb Castella i Catalunya-Aragó, sent el sobirà Felip II de Castella) que aquest va refusar. Al-Mamun va oferir el seu seguici i fills en ostatges però el rei Felip només va acceptar a canvi de la cessió de Larraix (Al-Arish). Vers el març del 1610 el sultà va desembarcar a Badis i després d'uns dies va anar al Rif on els notables el van anar a felicitar pel seu retorn. El sultà va ordenar a la flota castellana que l'acompanyava de fer una demostració i el capità va fer disparar els canons de manera que els notables van quedar impressionats. El cadi al-Djarni va rebre instruccions per entregar Larraix als castellans (cap altre va acceptar les ordes del sultà sobre aquest tema) i el cadi va evacuar a tota la població musulmana. Zaydan de Marràqueix va sortir en ajut de la ciutat però pel camí es va aturar a Fes que va conquerir breument (24 de setembre de 1610) però en fou expulsat per Abd Allah, el fill d'al-Mamun, pocs dies després, el 29 de setembre. Menys de dos mesos després el cadi encarregat va entregar la ciutat, quan hi va anar a prendre possessió el capita castellà el 20 de novembre de 1610. Això va provocar una gran reprovació arreu del país. El primer a revoltar-se i demanar la gihad fou el xerif Ahmad ibn idris al-Hasan, que va reunir molts seguidors, però al-Mamun va enviar contra ell al cadi Hammu àlies Abu Dubayra, i va aconseguir aturar la revolta desmobilitzant als que ja anaven a iniciar la lluita. Encara que a posteriori, va aconseguir d'una part dels ulemes de Fes una fàtua que reconeixia el seu dret a cedir la ciutat per poder obtenir l'alliberament dels seus fills ostatges.
La revolta del marabut Abu l-Abbas Ahmad ibn Abd Allah, nascut vers 1560, conegut com a Abu Maali o Abu Mahalli (1611) es va iniciar com a reacció contra la cessió. Abu Maali i una massa de seguidors (uns 400) es van dirigir a Sigilmasa que pretenien ocupar per fer servir de base. La ciutat estava en mans de Zaydan de Marràqueix, i el seu governador era al-Hadjdj al-Amir que disposava de 4000 homes, i que va sortir de la ciutat a l'encontre del marabut; però les motivades forces d'aquest van liquidar a les enemigues. La població va fer córrer el rumor que Abu Maali era sant i que les bales disparades contra la seva gent arribaven sense força, i això li va valer més partidaris. A Sigilmasa va reformar l'administració i va tenir un govern just.
Zaydan va reunir un fort exèrcit que va posar sota comandament del seu germà Abd Allah ibn Mansur de malnom Ez-Zobda. Abu Maali va anar a trobar a aquest exèrcit i van xocar a la riba del Draa. Ex-Zobda fou derrotat i va perdre tres mil homes. Aquesta victòria va reforçar el prestigi d'Abu Maali i va quedar senyor indiscutit de les províncies de Sigilmasa i el Draa. El caid Yunus al-Aisi que havia abandonat a Zaydan i havia passar a Abu Maali, va incitar a aquest a presentar-se a Marràqueix. Així ho va fer i Zaydan, ja sense tropes i sense recursos per aixecar-ne de noves, va haver de fugir cap a Safi des d'on hauria pensat anar a la península Ibèrica. Abu Maali va entrar a Marràqueix el 20 de maig de 1612 i es va casar amb la mare de Zaydan (consumant el matrimoni); allí va néixer un fill d'un altra de les seves dones i li va posar de nom Zaydan. Es diu que fou Abu Maali el que va escriure a dos mukaddam per obtenir l'assassinat del sultà de Fes al-Mamun. El poder li va pujar al cap i va abandonar els sentiments de justícia i pietat que havien estat la base del seu èxit. Mentre Zaydan, renunciant a anar a Castella, va optar per demanar ajut al xeic Abu Zakariyya Yahya ibn Add Alla ibn Abd al-Mumin el-Hadjdj al-Dawudi que dirigia una zawiya (fundada pel seu pare) a la muntanya Derem, i que gaudia de gran prestigi al Sus. Yahya va acceptar.
Mentre al-Mamun estava eliminant l'oposició que hi havia a la província del Fahs, i així les forces del sultà van ocupar Tetuan de la que va fugir el governador Ahmand ibn al-Naqsis, i també va ocupar altres llocs opositors a la regió. Els xeics de la província i/o el marabut Abu Maali es van concertar per fer-lo assassinar i el mukaddam Abu al-Laif el va matar al seu campament establert a Fadj al-Faras, prop de Tetuan, el 21 d'agost de 1613. El va succeir el seu fill Abd Allah ibn al-Mamun (Abd Allah ibn Mahhamad) que ja exercia com a virrei a Fes.
Pel seu costat el xeic Abu Zakariyya Yahya va marxar amb els seus fidels; va fer una crida i se li van unir centenars d'altra gent i l'octubre de 1613 estava prop de Marràqueix, al lloc de Fumm Tanut a dos dies de marxa. Després d'un intercanvi epistolar Yahya va seguir cap a Gilliz, muntanya que dominava Marràqueix i que havia estat lloc de refugi de Muhammad III. Abu Maali va anar a la zona per enfrontar al seu rival i només començar la lluita fou abatut per una bala i els seus es van desbandar; el seu cap fou tallat i penjar a les muralles de la ciutat (on va restar 12 anys junt amb el cap dels principals oficials del seu exèrcit). Yahya va entrar a la ciutat per un moment i es creu que va planejar assolir la reialesa, però els soldats berbers no li van donar suport i va iniciar de seguida el retorn a la seva zawiya i Zaydan va poder tornar com a sobirà a Marràqueix (finals del 1613).